# Neolitsea obtusifolia
Neolitsea obtusifolia är en lagerväxtart som beskrevs av Elmer Drew Merrill. Neolitsea obtusifolia ingår i släktet Neolitsea och familjen lagerväxter. Inga underarter finns listade i Catalogue of Life.